# Bombus funebris
Bombus funebris es una especie de abejorro, género Bombus, que se encuentra en Sudamérica al oeste de los Andes, desde Colombia hasta el norte de Chile.

## Descripción
El holotipo de Bombus funebris, una hembra que mide 17 mm, fue descubierta en los alrededores de Quito, Ecuador.
|                |
| En Cusco, Perú |